# Saïd Haddou

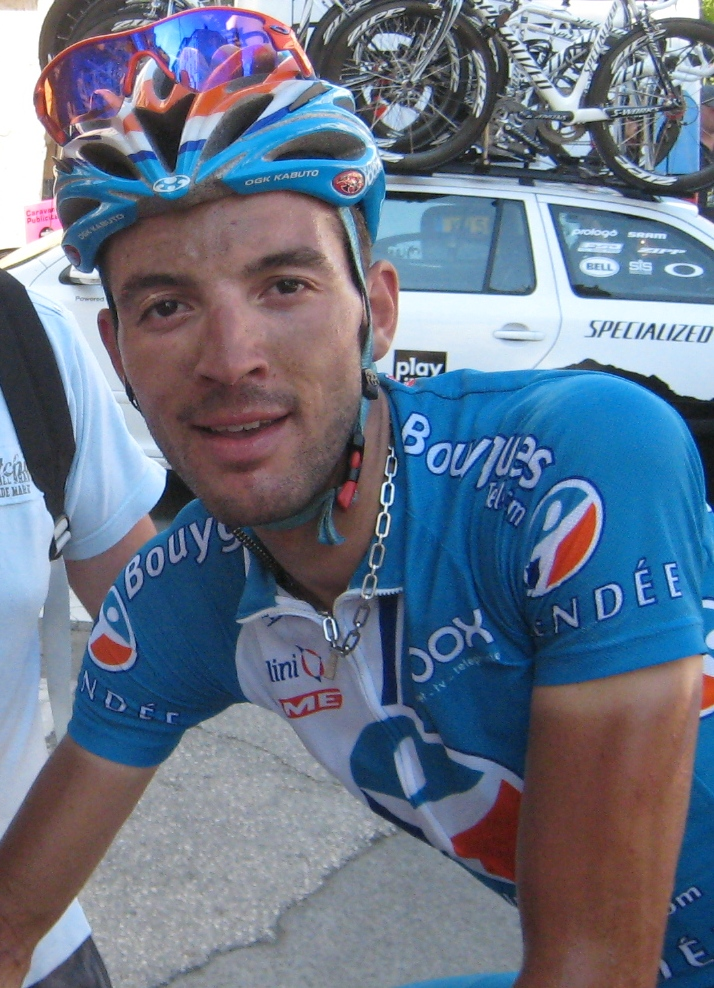
Saïd Haddou (2009)

Saïd Haddou (* 23. November 1982 in Issy-les-Moulineaux) ist ein ehemaliger französischer Radrennfahrer.
Saïd Haddou gewann 2002 mit Laurent d’Ollivier die europäischen U23-Meisterschaften im Zweier-Mannschaftsfahren. Im Jahr 2003 fuhr er
als Stagiaire bei BigMat-Auber 93 und erhielt bei diesem Team 2005 einen regulären Vertrag. Mit einem Etappensieg bei der Tour du Poitou-Charentes gelang ihm sein bis dahin größter Erfolg auf der Straße.
Zur Saison 2007 wechselte Haddou zum französischen ProTeam Bouygues Télécom, bei dem er bis zu seinem Karriereende 2012 blieb. Für diese Mannschaft gewann er u. a. drei Eintagesrennen der UCI-Kategorie 1.1, zweimal die Tro-Bro Léon und den Tallinn-Tartu Grand Prix. Im Jahr 2010 nahm er sowohl am Giro d’Italia als auch an der Tour de France teil und beendete diese Rundfahrten auf den Plätzen 158 und 140.

## Erfolge
| 2002 - Europäische U23-Meisterschaft - Madison 2004 - La Côte Picardie - eine Etappe Boucles de la Mayenne 2005 - eine Etappe Tour de Gironde 2006 - eine Etappe Tour du Poitou-Charentes | 2007 - Tro-Bro Léon 2009 - Tro-Bro Léon 2011 - eine Etappe Étoile de Bessèges 2012 - Tallinn-Tartu Grand Prix - Mannschaftszeitfahren Tour d’Alsace |

## Teams
- 2005: Auber 93
- 2006: Auber 93
- 2007: Bouygues Télécom
- 2008: Bouygues Télécom
- 2009: Bbox Bouygues Telecom
- 2010: Bbox Bouygues Telecom
- 2011: Team Europcar
- 2012: Team Europcar